# Ebrei in Azerbaigian
Ci sono tre comunità ebraiche funzionanti e residenti nel territorio della Repubblica dell'Azerbaigian: 1 - Comunità di ebrei della montagna (chiamati anche ebrei del Caucaso o Juhuro) che vivono principalmente a Guba (villaggio di Krasnaya Sloboda) e Baku; 2 - Comunità ebraica aschenazita (ebrei europei), con i principali luoghi di residenza a Baku e Sumgait; 3 - Comunità di ebrei georgiani concentrati quasi esclusivamente a Baku. Nel periodo post-sovietico, a causa dell'emigrazione di massa e del naturale declino degli ultimi due gruppi, gli ebrei di montagna erano l'unica comunità ebraica significativa in Azerbaigian.

## Storia

### Storia della comunità ebraica
Nel corso della storia, gli ebrei di diversi gruppi etnici e linguistici vivevano in Azerbaigian: ebrei della montagna, ebrei aschenaziti ed ebrei georgiani. I primi riferimenti agli ebrei furono scoperti durante gli scavi nell'area di Baku nel 1990 da parte degli archeologi guidati da R. Geyushov. Durante gli scavi sono stati scoperti i resti del quartiere ebraico e la sinagoga di Shabran, risalente al 7 ° secolo d.C.
Dal 1810 gli aschenaziti hanno iniziato a stabilirsi a Baku. Nel 1835, secondo i dati ufficiali, c'erano 2.718 ebrei che vivevano a Guba e 2.774 (sei case di preghiera) nel distretto.
Secondo il censimento del 1897 a Baku, c'erano 2.341 ebrei e 154 ebrei nei distretti vicini. Durante il periodo della Repubblica Democratica dell'Azerbaigian nel 1918-20, il governo includeva l'ebreo Evsei Gindes, ministro della Sanità dell'ADR.

### Ebrei della montagna

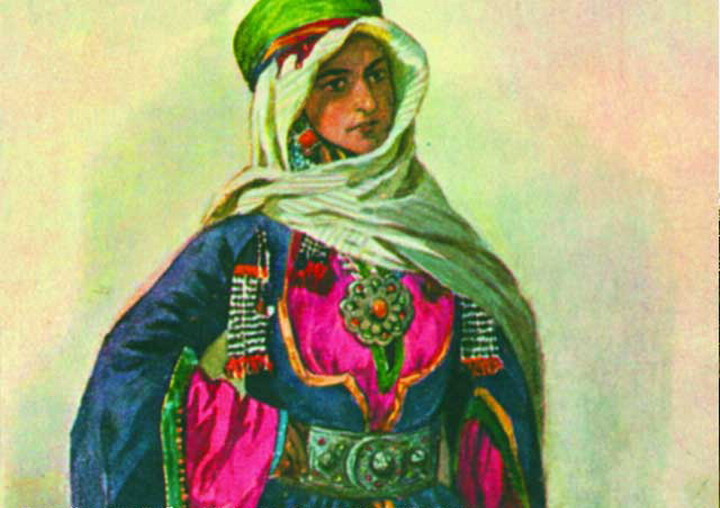
Ebrea della montagna da Guba

Sono state ipotizzate diverse teoriesull'origine degli ebrei di montagna e la data esatta della loro insediamento nel Caucaso. La teoria comunemente accettata vede gli ebrei della montagna come immigranti altomedievali dalla Persia. Si stabilirono nell'Albania caucasica, sulla riva sinistra del fiume Kura e interagirono con il Gran Khanato di Khazaria, che si trovava a nord. Fu attraverso queste prime comunità ebraiche della montagna che i Khazar si convertirono al giudaismo rendendolo la loro religione di stato. Nei secoli successivi, si ritiene che gli ebrei di montagna si siano spostati più a nord, lasciando il posto alla migrazione di massa di Oguz Turks nella regione. Il loro aumento di numero è stato sostenuto da un flusso costante di ebrei dall'Iran. Nel tardo Medioevo gli ebrei di Gilan fondarono un insediamento a Oguz. In tutta l'epoca medievale, gli ebrei stavano stabilendo legami culturali ed economici con altre comunità ebraiche del Mediterraneo. Il commercio di agricoltura e tessuti fu la loro principale occupazione fino alla sovietizzazione. Alcune famiglie praticavano la poligamia. Danno significante alla popolazione ebraica è stato causato dalla campagna militare di Nadir Shah nel Caucaso orientale. Dopo aver conquistato il villaggio di Gusar nel 1731, convertì tutti gli ebrei rimasti in Islam. Durante l'invasione di Nadir Shah, diversi villaggi di ebrei della montagna furono rotti o distrutti. I sopravvissuti della sconfitta, si stabilirono a Guba sotto la protezione e gli auspici del khan di Guba, Hussein Ali Khan.
Secondo l'ultimo censimento della popolazione azera nel 2009, la stragrande maggioranza degli ebrei locali (93,5%) hanno definito come la lingua madre la lingua del loro gruppo etnico, il che è insolito sullo sfondo degli ebrei ashkenaziti russificati dei paesi della Comunità degli Stati Indipendenti (CSI). Il 19,3% degli ebrei azerbaigiani afferma di parlare correntemente il russo.

### Ebrei aschenaziti

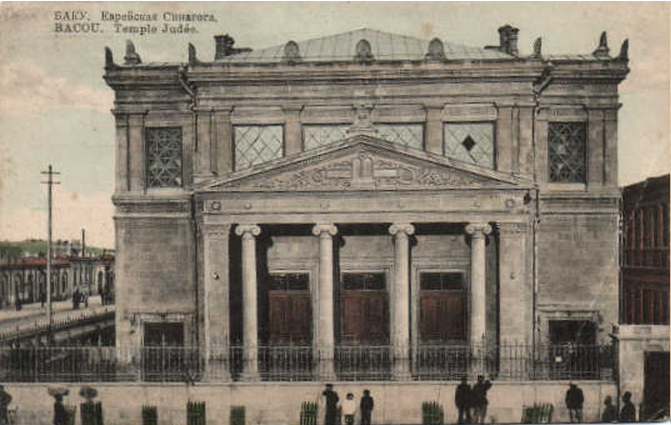
Sinagoga degli ebrei del 1901, poi trasformata in Teatro nel 1968

Il 1811 è l'anno in cui i primi ebrei aschenaziti si stabilirono a Baku, ma la loro immigrazione di massa in Azerbaigian non ebbe inizio fino al 1870. La loro immigrazione era relativamente stabile, portandoli a superare la comunità ebraica della montagna locale nel 1910. Si stabilirono per lo più nella fiorente città petrolifera di Baku. La Società Caspian-Black Sea, una delle principali compagnie petrolifere dell'Impero russo, fu fondata a Baku dalla ricca famiglia Rothschild di origine ebraica tedesca. Gli ebrei aschenaziti continuarono ad immigrare in Azerbaigian fino alla fine degli anni '40, con un numero di sfollati della seconda guerra mondiale provenienti da Russia, Ucraina e Bielorussia che scelsero di rimanere nel loro paese di rifugio.
Gli ebrei aschenaziti erano particolarmente attivi nella politica azera. Evsei Gindes, nativo di Kiev, fu ministro della Sanità della Repubblica Democratica dell'Azerbaigian (1918-1920). Insieme a ciò, sei dei ventisei commissari di Baku erano ebrei aschenaziti. Nel 1912 circa un terzo degli avvocati e medici residenti a Baku era formato da ebrei aschenaziti.
Aliyá del dopo 1972 ha largamente colpito questo sottogruppo di ebrei dell'Azerbaigian, poiché tra tutti erano più esposti all'emigrazione. Ciò ha comportato il declino del loro numero, rendendo gli ebrei della montagna il più grande gruppo ebraico dell'Azerbaigian a metà degli anni '90. Oggi ci sono circa più di 500 ebrei aschenaziti che vivono nel paese.
Simile a molte comunità di immigrati dell'era zarista e sovietica in Azerbaigian, gli ebrei aschenaziti sembrano essere linguisticamente russificati. La maggior parte degli ebrei aschenaziti parlano il russo come prima lingua con l'azero parlato come secondo. Il numero di parlanti yiddish è sconosciuto.

### Altri sottogruppi ebraici
Non è chiaro se le comunità ebraiche locali avessero stabilito legami con gli ebrei georgiani prima dell'epoca zarista, tuttavia negli anni 1910 la diaspora ebraica georgiana a Baku rappresentava già un circolo educativo. Oggi ci sono alcune centinaia di ebrei georgiani che vivono in Azerbaigian.
Nel 1827 i primi gruppi di ebrei curdi di origine ebraica-aramaica iniziarono a stabilirsi in Azerbaigian. Negli anni 1919-1939 una sinagoga per ebrei curdi funzionò a Baku. Dopo la sovietizzazione, l'atteggiamento del governo sovietico stalinista nei loro confronti fu alquanto sfavorevole e nel 1951 tutti gli ebrei curdi furono deportati dal Caucaso.

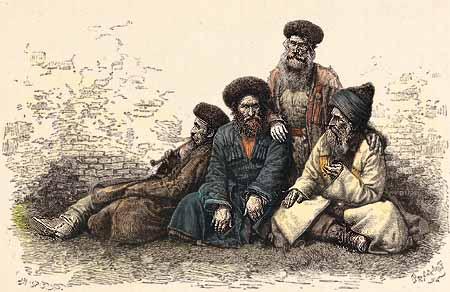
Ebrei del Caucaso

La comunità dei Krymchak, che al giorno d'oggi conta solo 2.500 persone in tutto il mondo, di conseguenza è rimasto in numero piuttosto basso in Azerbaigian per tutto il XX secolo. C'erano solo 41 di loro nel paese nel 1989. Gli ebrei bukhariani ammontavano a 88 persone.

## Tolleranza
Gli ebrei dell'Azerbaigian non hanno quasi mai incontrato manifestazioni di antisemitismo nel paese. Anche nei periodi dello scoppio di antisemitismo nel mondo e le tensioni anti-israeliani mondiali non arrivavano mai nell'Azerbaigian, solo gli echi di quei terribili eventi che stavano accadendo nel mondo raggiungevano. Molti membri della comunità ebraica dell'Azerbaigian hanno preso e stanno prendendo attiva parte alla vita politica, culturale, sociale ed economica della Repubblica.
Oggi le targhe commemorative sono conservate a Baku su edifici in cui vivevano importanti rappresentanti della nazionalità ebraica, come il fisico premio Nobel Lev Landau, l'onorevole dottore della Repubblica Solomon Gusman, l'eroe nazionale della guerra del Karabakh e dell'Azerbaigian Albert Agarunov e molti altri. Abramov Evda è un rappresentante della comunità ebraica all'Assemblea nazionale.
Ci sono diverse sinagoghe nella repubblica, poi funzionano qui il dipartimento dell'organizzazione ebraica internazionale "Sochnut" e la società "Azerbaijan-Israele". Essi, con l'assistenza delle comunità ebraiche e dell'ambasciata israeliana a Baku, ospitano molti eventi culturali, pubblicano letteratura ebraica e organizzano vari gruppi creativi.

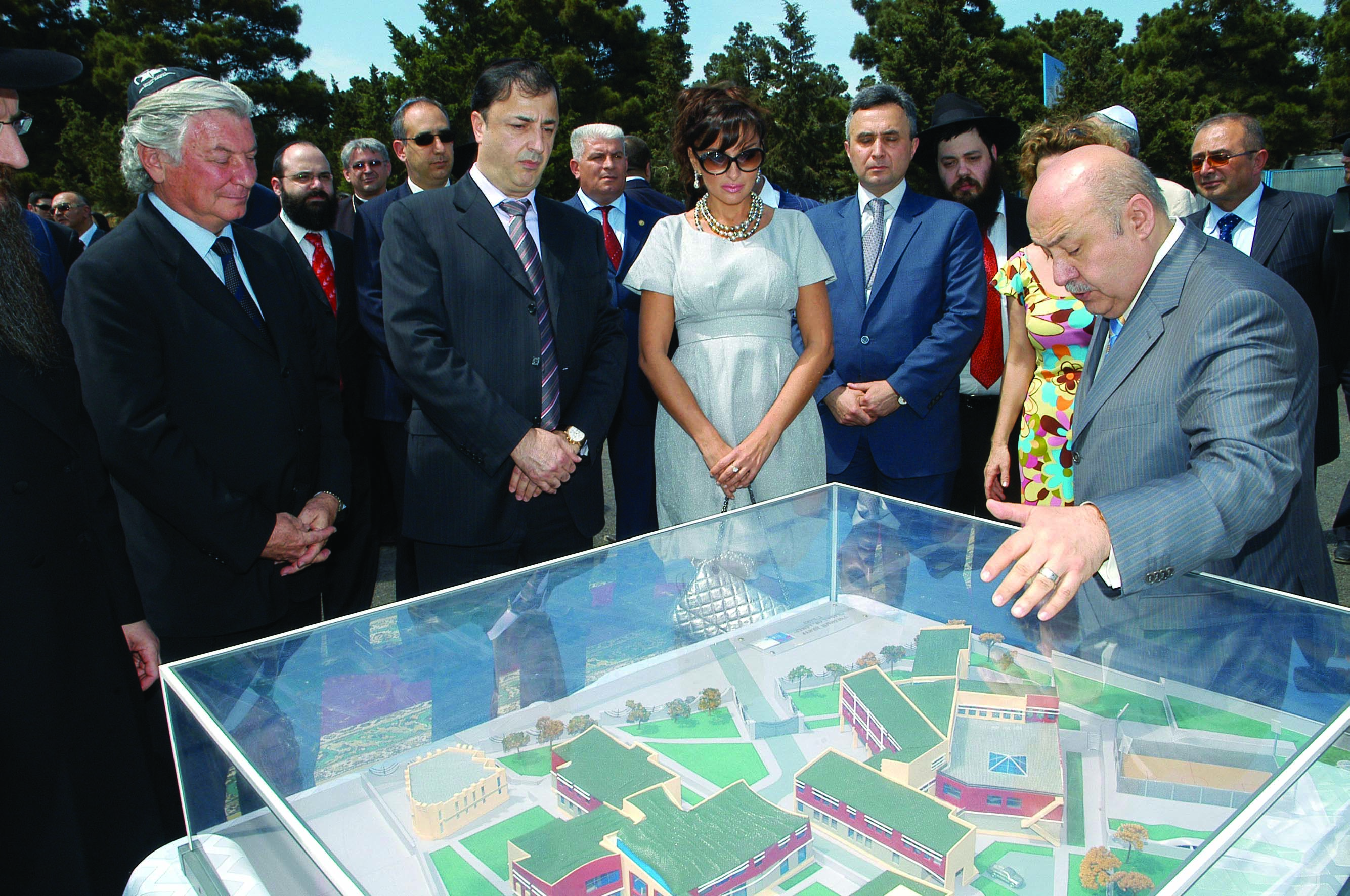
Durante la cerimonia di posa della fondazione del centro educativo "Chabad-Or-Avner" per i bambini ebrei che vivono a Baku. 31 maggio 2007

31 maggio 2007 nell'ambito del progetto di Fondazione Heydar Aliyev "Indirizzo della Tolleranza - Azerbaigian" con la partecipazione del Presidente del Fondo, Mehriban Aliyeva, ha gettato le basi del centro educativo "Chabad-Or-Avner" per i bambini ebrei residenti a Baku. La costruzione del centro educativo è stata completata nel 2010. Il 4 ottobre 2010, il presidente azero Ilham Aliyev, first lady Mehriban Aliyeva, il presidente della Federazione delle comunità ebraiche della CSI e la Fondazione internazionale "Or-Avner" Lev Levayev hanno preso parte alla cerimonia di apertura del centro educativo. Nel centro a 450 alunni vengono insegnate le basi della cultura ebraica.

## Organizzazioni ebraiche
La comunità ebraica è una delle comunità religiose più attive e influenti in Azerbaigian. In particolare, nel paese stanno attivamente funzionando le organizzazioni come: il Centro per l'amicizia tra l'Azerbaigian e l'Israele, l'agenzia ebraica "Sochnut", comitati per la protezione e la conservazione delle tradizioni ebraiche - "Joint" e "Vaad-L-Hetzola", scuole religiose - Yeshivah, il Centro Culturale Ebraico, la società femminile "Eva", società caritatevole "Hesed-Hershon", club giovanile "Alef", organizzazione studentesca "Hillel", il video club "Mishpaha" e si sono istituiti i quotidiani "Az-Iz", "Torre" e "Amishav." Inoltre, in Azerbaigian funziona l'ambasciata israeliana, sono in corso trattative per l'apertura dell'ambasciata azera in Israele.

## Qırmızı Qəsəbə (Krasnaya Sloboda)

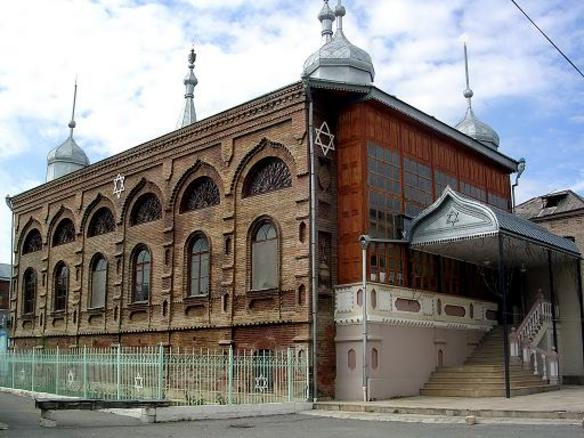
Sinagoga con sei cupole nel villaggio Krasnaya Sloboda

Il villaggio di Krasnaja Sloboda, situato nella parte nord-orientale della catena del Gran Caucaso, nel distretto di Guba dell'Azerbaigian ed è un luogo di residenza compatta di ebrei. Precedentemente chiamato come Sloboda ebraica, la città è stata rinominata in Krasnaya Sloboda nel 1926 ed è l'unità amministrativa di autogoverno della città di Guba. Nel villaggio ci sono tre sinagoghe e un mikveh, che serve come il luogo di esecuzione di cerimonie rituali. Particolarmente il villaggio Krasnaya Sloboda è abitato da ebrei della montagna.
Il villaggio di Krasnaja Sloboda è l'unico luogo di residenza compatta degli ebrei della montagna in tutto lo spazio post-sovietico. Secondo il censimento della popolazione del 1989, 4524 persone vivevano a Krasnaja Sloboda.
Questo villaggio è riconosciuto come il centro di sviluppo e conservazione della cultura materiale e spirituale degli ebrei della montagna in Azerbaigian ed oltre. Per questo motivo villaggio viene chiamato come "Gerusalemme del Caucaso".
La conservazione e lo sviluppo delle tradizioni del giudaismo ortodosso sono inseparabilmente legati all'attività della comunità degli ebrei della montagna. Nel villaggio ci sono 7 sinagoghe. Nella sinagoga a sei cupole, funzionante al momento, è stata raccolta una grande collezione (circa 70) di istruzioni per leggere le pagine della Torah.